# Charles Dauphin

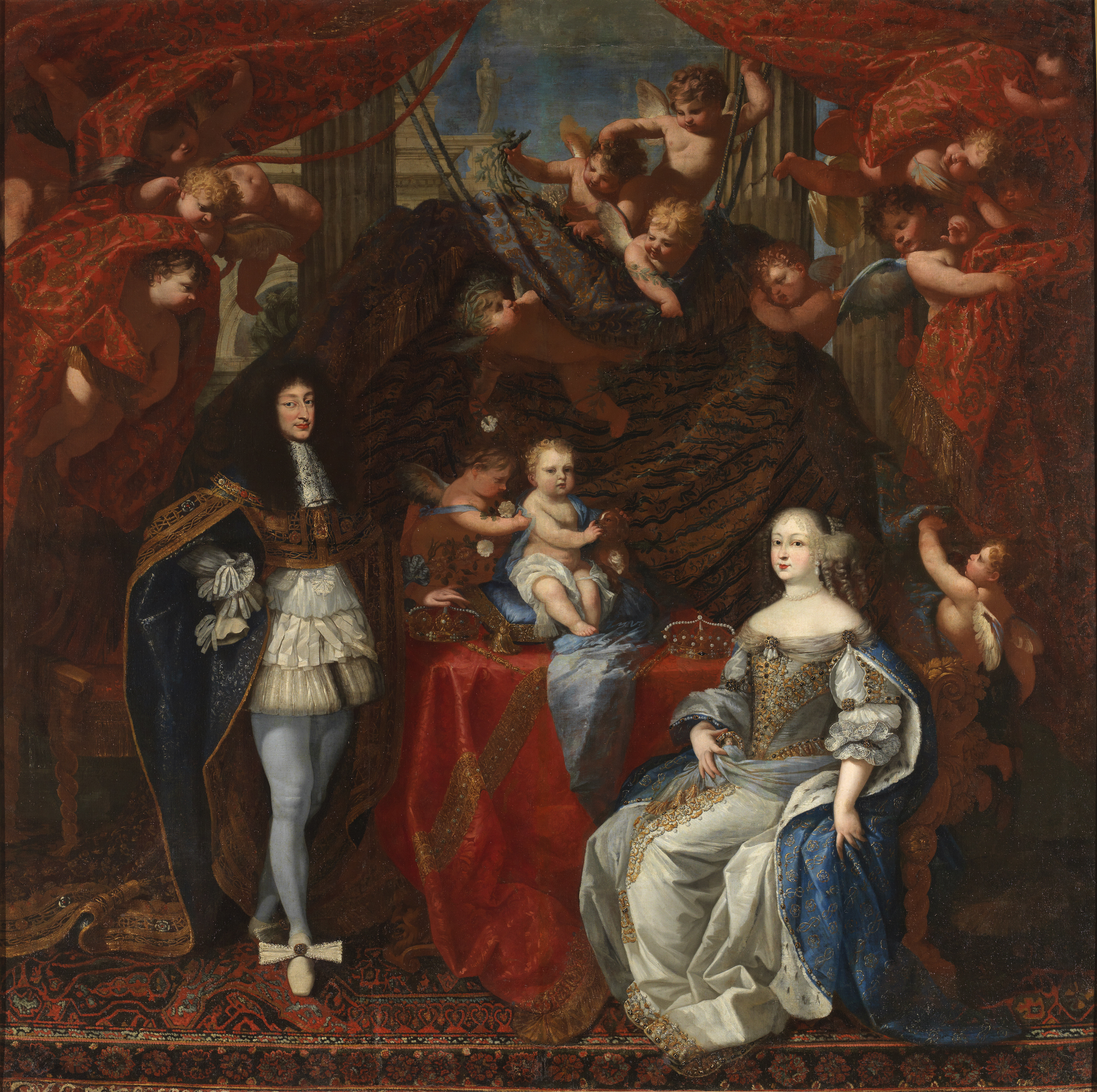
Carlos Manuel II de Saboya y su familia, 1666, óleo sobre lienzo, 299 x 300 cm, Madrid, Museo del Prado.

Charles Claude Dauphin (ca. 1620 - 1677) fue un pintor francés que desarrolló su carrera artística principalmente en Italia, en el Piamonte.

## Biografía
Nacido en el ducado de Lorena entre 1615 y 1620, fue hijo de Olivier Dauphin, también pintor y grabador, quien lo inició en la pintura. Se estableció en París entre 1638 y 1646 donde completó su aprendizaje en el taller de Simon Vouet. Huyendo de la Fronda, se instaló en Turín, en el Piamonte en 1655, donde desarrolló una brillante carrera de pintor cortesano al servicio de los duques de Saboya, la aristocracia y la Iglesia.
En Turín participó en grandes proyectos decorativos. Así pintó en la iglesia de San Lucas un  Retrato de la Virgen y, en la Catedral de San Juan Bautista, representó San Francisco caminando sobre el mar y Luisa de Saboya, duquesa de Angulema, invocando a san Francisco de Paula. 
Inmediatamente entró al servicio del príncipe Manuel Filiberto de Saboya-Carignano que le nombró su asistente personal. Gracias a la protección  del príncipe heredero entró en la corte ducal. Entre 1660 y 1661, fue responsable de la decoración de la sala del trono del Palacio real y, entre 1663 y 1665, trabajó en el Palacio real de Venaria, interviniendo en la pintura de los retratos ecuestres del Salón de Diana. 
Murió en Turín en 1677.

## Obras
Charles Dauphin pintó principalmente composiciones mitológicas o decorativas, motivos religiosos y retratos, entre los que cabe recordar:
- El Tiempo descubriendo la Verdad, Nancy, Musée lorrain;
- La Sagrada Familia del jilguero, Museo de Bellas Artes de Nantes;
- La muerte de los Nióbidas, 1634-1635, Villa Madama ;
- Carlos Manuel II de Saboya y su familia, 1666, Madrid, Museo del Prado;
- Las santas mujeres en el sepulcro, 1670, iglesia de San Pedro, Pomponne.